# Pistolet Astra A-80
Pistolet Astra Model A-80 – hiszpański pistolet samopowtarzalny produkowany przez firmę Astra-Unceta y Ciá SA w Guernice od 1982 roku

## Historia
W 1982 roku w hiszpańskiej firmie Astra-Unceta y Ciá SA rozpoczęto produkcję nowego pistoletu samopowtarzalnego, który był oznaczony jako Astra Model A-80.
Pistolet ten wzorowany był i ma zbliżoną konstrukcję do szwajcarskiego pistoletu SIG-Sauer P220. Produkowany jest do chwili obecnej. Produkowany jest w wersjach dostosowanych do pięciu rodzajów nabojów pistoletowych: 7,65 × 21 mm Parabellum, 9 × 19 mm Parabellum, 9 mm Steyr, 0,38-calowego Super Auto i 0,45-calowego ACP.

## Konstrukcja
Pistolet samopowtarzalny Astra Model A-80 działa na zasadzie krótkiego odrzutu lufy. Zasilany jest z magazynka pudełkowego o pojemności 15 nabojów.